# Christoffelgasse
Die Christoffelgasse ist eine Strasse in der Stadt Bern (Schweiz). Sie befindet sich in der unmittelbaren Nähe des Bahnhofs. Ihren Namen erhielt die Gasse aufgrund des Christoffelturms, der bis zu seinem Abbruch im März 1865 am Nordende der Gasse stand.

## Lage
Die Christoffelgasse mündet im Nordwesten in den Bubenbergplatz, im Nordosten in die Spitalgasse und im Süden in die Bundesgasse.

## Geschichte

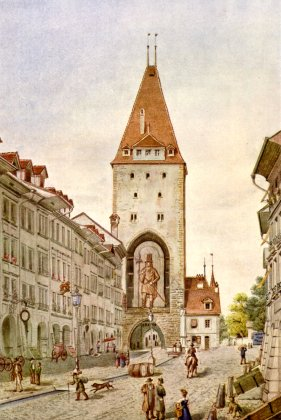
Der Christoffelturm um 1860

Seit langem führte ein Weg dem Graben vor der 4. Stadtbefestigung entlang gegen Süden. Zu Beginn des 19. Jahrhunderts hiess er Aarzihleweg und umfasste auch den heutigen Bundesrain. Die 1. Berner Baugesellschaft legte kurz nach ihrer Gründung (1852) die Christoffelgasse an. Ursprünglich war vorgesehen, die Christoffelgasse südlich der Bundesgasse Bernerhofgasse zu nennen. Da aber in der Folge die Kleine Schanze nicht überbaut wurde, entfiel dieses Projekt. Der Graben wurde dann erst 1878 nivelliert und ging 1917 vom Staat an die Gemeinde über. Zu Beginn der 1860er Jahre erhielt die Christoffelgasse zwei Asphalttrottoirs.

## Frühere Namen der Gasse
- Bis 1852: zuerst Aarzihleweg, später Marziliweg
- Seit 1852: Christoffelgasse